# ثعلبة

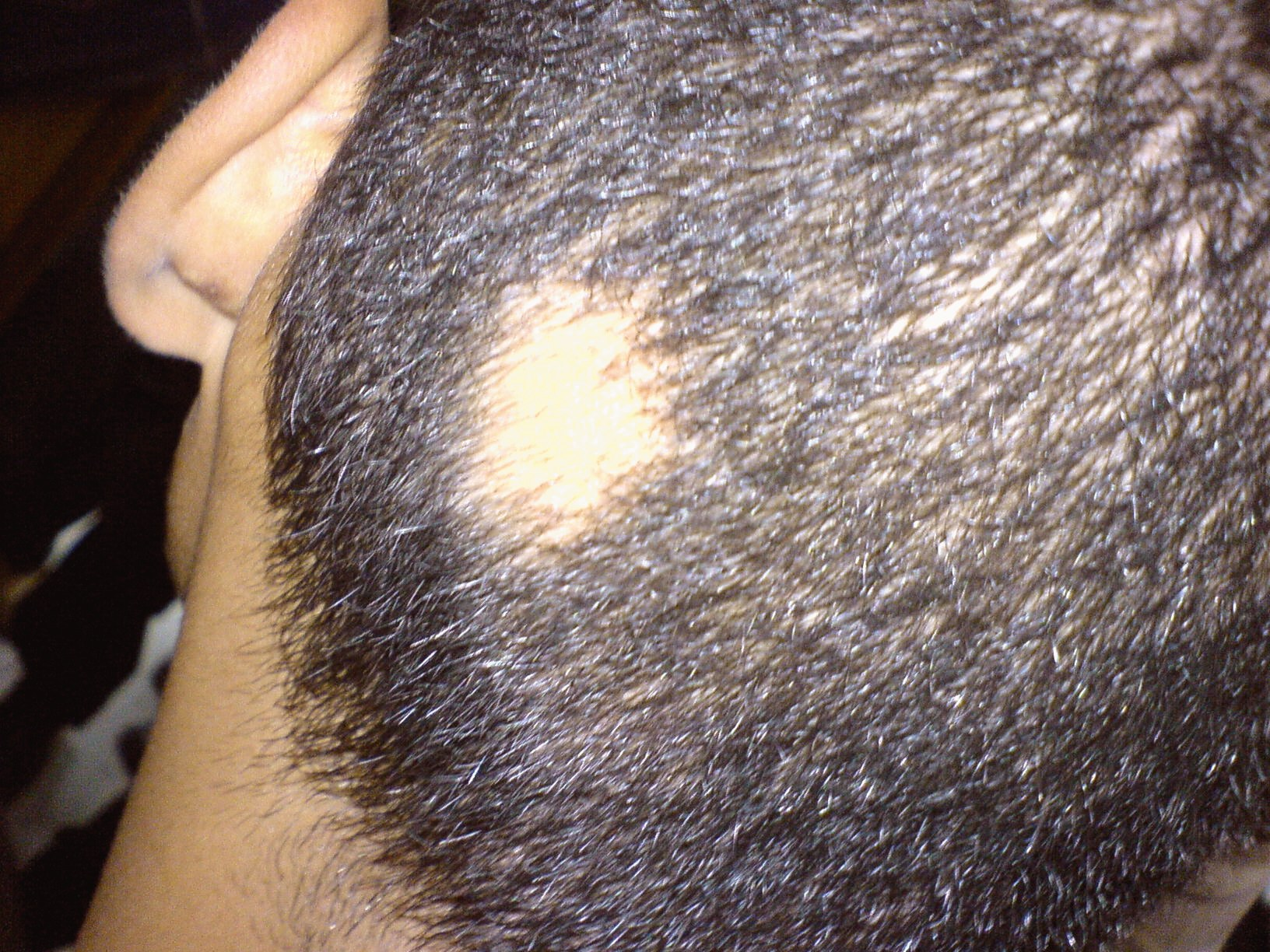
Alopecia areata.

داء الثعلبة (يعرف أيضا بـ«بقعة صلع») أو الصقع هو أحد أمراض المناعة الذاتية الذي يتم فيه فقدان الشعر من بعض أو كل مناطق الجسم، وعادة من فروة الرأس بسبب فشل الجسم في التعرف على «الذات» فيقوم بتدميرالأنسجة الخاصة به. وقد ينتج عن التوتر النفسي. عادة ما يكون الناس بصحة جيدة. في حالات قليلة، يتم فقد كل الشعر على فروة الرأس أو شعر الجسم بالكامل ويمكن أن يكون الفقد دائمًا. يسبب ذلك غالبا بقع صلع في فروة الرأس، كل منها بحجم عملة معدنية. في 1-2٪ من الحالات يمكن أن تنتشر الحالة إلى كامل الفروة (ثعلبة توتاليس) أو إلى كامل الجلد (الثعلبة الشاملة). حالات مشابهة للثعلبة، وتحدث لنفس السبب، تحدث أيضا في كائنات حية أخرى.

## العلامات والأعراض
غالبا ما تؤثرعلى فروة الرأس واللحية، ولكن قد تحدث في أي جزء من شعر الجسم. ويمكن لمناطق مختلفة من الجلد أن تُظهر تساقط الشعر وإعادة نموه في نفس الوقت. المرض يمكن أن يتعافى لبعض الوقت، أو قد يكون دائما. وهو شائع عند الأطفال. قد يحدث وخز خفيف مكان تساقط الشعر أو قد يكون مؤلما.
يميل الشعر إلى التساقط لفترة قصيرة من الزمن، مع تساقط يحدث عادة على جانب واحد من فروة الرأس أكثر من الجهة
الأخرى. الشعر يشكل شكل علامة التعجب، ويكون أضيق على طول ضفيرة الشعر قرب القاعدة، مما يشكل مظهر«علامة تعجب»، هذه الشعرات قصيرة للغاية (3-4 مم) ويمكن رؤيتها حول بقع الصلع. في حالة شد الشعر السليم، فإنه لا ينفصل إلا بضعة شعرات، ولا يكون الشعر المنفصل موزعاً بشكل متساو في الجزء المشدود من فروة الرأس. أما في حالة الثعلبة، فإن الشعر الموجود على حواف الرقعة، حيث تكون البصيلات مهاجمة من قبل الجهاز المناعي، ينفصل بشكل أسهل مقارنة بالأجزاء البعيدة عن الرقعة حيث يكون الشعر لا زال سليماً في كثير من الأحيان.   قد يظهر على الأظافر تصدعات طولية. 

## الأسباب

في داء الثعلبة، تتعرض جريب الشعرة لهجوم من جهاز المناعة. تحشر الخلايا التائية الجذور وتقتل الجريب. هذا يسبب تساقط الشعر وأجزاء من الرأس إلى الصلع.

يعتقد أن داء الثعلبة هو اضطراب نظام المناعة الذاتية الذي يهاجم فيه الجسم بصيلات الشعر الخاصة به، ويقوم بتثبيط أو توقف نمو الشعر. على سبيل المثال، تتجمع الخلايا اللمفاوية التائية حول البصيلات المتأثرة، مسببة الالتهاب وفقدان الشعر اللاحق. وقد اقترح أن يتم الحفاظ على بصيلات الشعر في حالة طبيعية آمنة من الجهاز المناعي، وهي ظاهرة تسمى الامتياز المناعي. يعتبر الاختراق في حالة الامتياز المناعي هذه سببًا لمرض الثعلبة. تم الإبلاغ عن حالات قليلة من الأطفال الذين يولدون يعانون من داء الثعلبة الخلقي. ويحدث بشكل متكرر في الأشخاص من العائلات التي تحوي أفرادا مصابين، مما يشير إلى أن الوراثة قد تكون عاملا مهما للمرض. وهناك أدلة قوية على ارتباط العوامل الجينية بزيادة خطر الإصابة بالثعلبة تبينت من خلال دراسة الأسر التي تحوي فردين أو أكثر مصابين بالمرض. وحددت هذه الدراسة ما لا يقل عن أربعة مناطق في الجينوم يحتمل أن تحتوي على هذه الجينات. بالإضافة إلى ذلك، الأشخاص الذين لديهم أقارب مصابون بأمراض المناعة، يعتقد أن هذه الحالة هي اضطراب مناعة ذاتية على مستوى أجهزة الجسم والتي يهاجم فيها الجسم انجين بصيلات الشعر الخاصة به ويثبط أو يوقف نمو الشعر. على سبيل المثال، تجمع الخلايا الليمفاوية التائية حول البصيلات المصابة، مما تسبب الالتهاب وفقدان الشعر لاحقا. وهناك حالات قليلة سُجلت في أطفال حديثي الولادة بثعلبة خلقية.

## التشخيص
يعتمد تشخيص الثعلبة عادة على أساس الخصائص السريرية. تنظير الشعر يساعد على التشخيص التفريقي. في الثعلبة، تنظير الشعر يظهر «نقاطا صفراء» موزعة بشكل منتظم (حشوات مفرطة التقرن)، شعيرات صغيرة على شكل علامة استفهام و«النقاط السوداء» (شعر متضرر في فتحات تجاويف الشعر). في كثير من الأحيان، ومع ذلك، فإن المناطق المنفصلة من تساقط الشعر المحاطة بعلامات تعجب الشعر كافية للتشخيص السريري للثعلبة. في بعض الأحيان، قد يكون احمرار الجلد، الذي يسمى حمامي، موجودًا أيضًا في منطقة الصلع. نادراً ما تكون هناك حاجة إلى خزعة لإجراء التشخيص أو المساعدة في إدارة داء الثعلبة. تشتمل النتائج النسيجية على وجود ارتشاح خلايا ليمفاوية محيطة بالبصيلة («سرب من النحل»). في بعض الأحيان، في حالة الثعلبة غير النشطة، لا يوجد ارتشاح لخلايا الالتهاب. وتشمل نتائج مفيدة أخرى وجود سلس الصبغ في بصلة الشعر واللوحات المسامية، وانزياح في نسبة انجين (طور التنامي في الشعرة) إلى تيلوغن نحوى تيلوغن.

### التصنيف
عادة، الثعلبة تشمل فقدان الشعر في بقعة دائرية واحدة أو أكثر على فروة الرأس.
•يمكن أن ينتشر فقدان الشعر على كامل الفروة، هذه الحالة تسمى داء الثعلبة المنتشر.
• داء الثعلبة أحادية البؤرة أو البقعة يصف الصلع في بقعة واحدة فقط. يمكن أن تحدث في أي مكان على الرأس.
- داء الثعلبة متعددة البؤر أو البقع يعود إلى فقدان الشعر في عدة مناطق.

- الحية أو الثعبان ophiasis يصف فقدان الشعر على شكل موجة أو شريط على محيط الرأس.
- يمكن أن يشمل المرض الذقن فقط ويسمى داء الثعلبة باربي (اللحية باللاتينية) alopecia areata barbae .[4]
- إذا فقد المريض كامل شعر فروة الرأس، فإنه عادة ما يسمى بثعلبة توتاليس alopecia areata totalis.[17]
- إذا فقد كامل شعر الجسم، بما في ذلك شعر العانة، فإن التشخيص يكون ثعلبة يونيفرساليس alopecia areata [18]

ثعلبة توتاليس وثعلبة يونيفيرساليس نادرة الحدوث.

## العلاج
يكون التقييم الموضوعي لفعالية العلاج صعبًا للغاية ولا يمكن التنبؤ بالتحسن التلقائي، ولكن إذا كانت المنطقة المصابة مصححة، فقد ينمو الشعر تلقائيًا في كثير من الحالات. أي من الخيارات العلاجية الحالية ليست علاجية أو وقائية.
إذا كانت المنطقة المتضررة صغيرة، فمن المنطقي أن نراقب تطور المرض فحسب، حيث أن المشكلة غالبا ما تتقلص تلقائيا في حالات تساقط الشعر الشديد، أظهر علاج الثعلبة بكورتيكوستيرويد (السيترويدات القشرية) كلبيسيتول أو فلوسينونيد، وحقن من الستيرويدات القشرية، أو الكريم نجاحا محدودا. لكن الكريمات ليست فعالة كما تستغرق وقتا أطول من أجل رؤية النتائج. وتستخدم حقن الستيرويد عادة في المواضع التي تكون فيها منطقة فقدان الشعر على الرأس صغيرة، أو خاصة في مناطق فقدان شعر الحاجب. أما ما إذا كانت فعالة فهذا غير مؤكد. بعض الأدوية الأخرى المستخدمة هي المينوكسيديل، مرهم الايليكون (موميتازون) (كريم الستيرويد)، المهيجات (أنثرالين أو قطران الفحم الموضعي)، والعلاج المناعي الموضعي السيكلوسبورين، وأحيانا بواسطة الجمع بين العلاجات. في كثير من الأحيان تفشل الستيرويدات الموضعية بدخول الجلد بعمق كاف ليؤثر على بصيلات الشعر، والتي هي هدف العلاج، والجروح الصغيرة عادة تنمو مرة أخرى من تلقاء نفسها. الكورتيكوستيرويدات الفموية تقلل من فقدان الشعر، وهذه الأدوية لها آثار جانبية والشعر قد ينمو مرة أخرى ولكن فقط خلال الفترة التي يتم تناولها خلالها، وهذه الأدوية يمكن أن تسبب آثارًا جانبية خطيرة ضارة. لا يوجد علاج فعال في جميع الحالات، وقد لا يظهر بعض الأفراد أي استجابة لأي علاج. قليل من العلاجات تم تقييمها بشكل جيد. في عام 2008، أظهر التحليل التلوي للكورتيكوستيرويدات الفموية والموضعية، السيكلوسبورين الموضعيين، والعلاج الديناميكي الضوئي، والميوكسيديل الموضعي أي فائدة لنمو الشعر مقارنةً بالعلاج الوهمي، لا سيما فيما يتعلق بالمنافع طويلة الأجل.
عندما يرتبط داء الثعلبة بمرض الاضطرابات الهضمية، فإن العلاج بنظام غذائي خالٍ من الغلوتين يسمح بالنمو الكامل والدائم لفروة الرأس وشعر الجسم الآخر في كثير من الناس، ولكن في حالات أخرى هناك مغفلات وتكرار. ربما يرجع هذا التحسن إلى تطبيع الاستجابة المناعية نتيجة انسحاب الغلوتين من النظام الغذائي.

## التنبؤ بالمرض
في معظم الحالات التي تبدأ مع فقدان الشعر في عدد صغير من البقع، ينمو الشعر مرة أخرى بعد بضعة أشهر إلى سنة.  وفي الحالات التي فيها عدد أكبر من الرقع، فإن الشعر إما أن ينمو مرة أخرى أو أن تتطور الحالة إلى مرض الثعلبة توتاليس. آثار مرض الثعلبة نفسية بشكل رئيسي (فقدان الصورة الذاتية بسبب فقدان الشعر). فقدان الشعر يعني أيضا إصابة فروة الرأس بالحروق بسهولة أكثر في الشمس. قد يعاني المرضى أيضا من تكون الأظافر الشاذة لأن الكيراتين يشكل الشعر والأظافر. قد ينمو الشعر مرة أخرى ثم يسقط مرة أخرى في وقت لاحق. قد لا يشير هذا إلى وجود إعادة حدوث للحالة، لكن قد تكون دورة طبيعية لنمو وتساقط الشعر في بداية متزامنة نسبيا، قد يتلاشى مثل هذا النمط مع مرور الوقت. حدوث الثعلبة قبل سن الصلع يمكن أن يكون سببا لحدوث الضغط النفسي. لأن فقدان الشعر يمكن أن يؤدي إلى تغييرات كبيرة في المظهر، وقد يعاني الأفراد المصابون به من الرهاب الاجتماعي والقلق والاكتئاب.

## علم الأوبئة
تؤثر هذه الحالة على 0.1٪ -0.2٪ من البشر، وتحدث في كل من الذكور والإناث. يحدث داء الثعلبة في الأشخاص الذين هم على ما يبدو في صحة جيدة وليس لديهم اضطرابات في الجلد. تحدث الأعراض الأولية بشكل شائع في سنوات المراهقة المتأخرة، أو الطفولة المبكرة، أو مرحلة الشباب، ولكن يمكن أن يحدث مع الأفراد من جميع الأعمار. المصابون بالثعلبة لديهم فرصة إصابة أعلى بالحالات المرضية المتعلقة بالجهاز المناعي مثل: الربو، الحساسية، أمراض الجلد الموضعية، وفرط إفراز هرمونات الغدة الدرقية.

## البحث
وهناك عدد من الأدوية قيد المحاكمة Abatacept (Orencia)، وهو FDA وافقت عليها لعلاج التهاب المفاصل الروماتويدي
أسيتونيد سينولون، والتي على الرغم من استخدامها بالفعل لعلاج داء الثعلبة، لم يتم اختباره بشكل صارم. وسوف يختبر أيضا التغيرات المناعية المرتبطة بالمخدرات

## التاريخ
تم تحديد الثعلبة وثعلبة اللحية من قبل البعض كحالة nethek التوراتية التي هي جزء من عائلة tzaraath ان هذا الاضطراب أكبر من اضطرابات الجلد. من المفترض أن تتم مناقشة الاضطرابات المذكورة في كتاب سفر اللاويين، الفصل الثالث عشر.

## انظر ايضاً
Alopecia totalis
Alopecia universalis
Noncicatricial alopecia
Locks of Love
Trichotillomania